# Eduard Marcuse
Eduard Marcuse, auch Eduard Marcus (* um 1810 in Berlin (unsicher); † nach 1850), war ein deutscher Porträt-, Genre- und Historienmaler.

## Leben
Der wahrscheinlich in Berlin geborene Maler Marcuse ist biographisch schwer zu greifen. Unterschiedliche Schreibweisen seines Nachnamens und wechselnde Vornamen lassen lediglich vermuten, dass es sich bei den verschiedenen Erwähnungen des Künstlers um dieselbe Person handelt. 
Der Sohn eines Kaufmanns studierte 1827 bis 1829 an der Preußischen Akademie der Künste Berlin sowie in den Jahren 1834 bis 1837 an der Königlich Preußischen Kunstakademie Düsseldorf. An der Düsseldorfer Akademie besuchte er die Bauklasse des Architekten Karl Friedrich Schäffer und ließ sich von Karl Ferdinand Sohn in der Malerei ausbilden. Um 1834 hielt er sich in Paris auf. 1837/38 führte er mehrere Bildnisse in Düsseldorf aus. Wie der Maler Carl Steffeck an seinen Freund Felix Schadow berichtete, hielt sich Marcuse in den Jahren 1839 und 1840 erneut in Paris auf, im Atelier von Paul Delaroche. Zwischen 1846 und 1850 nahm er an der Berliner Akademie-Ausstellung teil. Als Felix Schadow auf der Berliner Akademie-Ausstellung 1846 Marcuses Historienbild Tod König Sauls und drei seiner Söhne entdeckte, erkannte er das Gemälde als „der französischen Schule entsprechend“ und fand in diesem Werk „ein gründliches academisches Studium sichtbar“.